# ليزلي تومسون (عازف جاز)
ليزلي تومسون (بالإنجليزية: Leslie Thompson)‏ هو عازف جاز جامايكي، ولد في 17 أكتوبر 1901 في كينغستون في جامايكا، وتوفي في 26 ديسمبر 1987 في لندن في المملكة المتحدة.

## وصلات خارجية
- ليزلي تومسون على موقع ميوزك برينز (الإنجليزية)
- ليزلي تومسون على موقع أول ميوزيك (الإنجليزية)
- ليزلي تومسون على موقع ديسكوغز (الإنجليزية)
- ليزلي تومسون على موقع ديسكوغز (الإنجليزية)